# Lion-sur-Mer
Lion-sur-Mer település Franciaországban, Calvados megyében. Lakosainak száma 2510 fő (2022. január 1.). Lion-sur-Mer Cresserons, Hermanville-sur-Mer és Luc-sur-Mer községekkel határos.

## Népesség
A település népességének változása:
| Lakosok száma | 960  | 1041 | 1103 | 1061 | 1045 | 1613 | 2508 | 2641 | 2482 | 2510 |
|               | 1793 | 1841 | 1866 | 1896 | 1926 | 1968 | 2004 | 2011 | 2016 | 2022 |